# Chambre des représentants du Tennessee
La Chambre des représentants du Tennessee (en anglais : Tennessee House of Representatives) est la chambre basse de l'Assemblée générale du Tennessee.

## Composition
Elle comprend 99 élus.
Élus tous les deux ans, les membres de la chambre basse peuvent être réélus sans limitation.

## Siège
La Chambre des représentants du Tennessee siège à Nashville.

## Présidence
Le speaker préside la Chambre et contrôle l'ordre du jour de celle-ci et des commissions parlementaires. C'est le candidat présenté par le parti majoritaire qui est élu speaker. Le républicain Cameron Sexton exerce cette fonction depuis le 23 août 2019.